# Lijst van beelden in Heerde
Dit is een (onvolledige) chronologische lijst van beelden in Heerde. Onder een beeld wordt hier verstaan elk driedimensionaal kunstwerk in de openbare ruimte van de Nederlandse gemeente Heerde, dus ook in Wapenveld, waarbij beeld wordt gebruikt als verzamelbegrip voor sculpturen, standbeelden, installaties, gedenktekens en overige beeldhouwwerken.
| Geplaatst                                                             | Omschrijving                          | Kunstenaar             | Straat                                                 | Plaats          | Materiaal                                   | Afbeelding |
| --------------------------------------------------------------------- | ------------------------------------- | ---------------------- | ------------------------------------------------------ | --------------- | ------------------------------------------- | ---------- |
| 18e eeuw                                                              | Jupiter                               | ?                      | In tuin huize Vosbergen Vosbergerweg 36                | Heerde          | Brons                                       |            |
| 1948                                                                  | Wihelminabank                         | ?                      | Stationspark                                           | Wapenveld       |                                             |            |
| 1966: Berghuizer Papierfabriek; 2009: geplaatst in centrum Wapenveld. | De papiermaker                        | Herman Diederik Janzen | Klapperdijk                                            | Wapenveld       | Brons                                       |            |
| 2009 (Verplaatst)                                                     | De kollermolen (van de papierfabriek) |                        | Manenbergerbrug                                        | Wapenveld       | Brons                                       |            |
| 1969                                                                  | Wandversiering Ds Van Maasschool      | Ab Wouters             | Flessenbergerweg                                       | Wapenveld       |                                             |            |
| 1974                                                                  | in schooltuin Ds Van Maasschool       | Ab Wouters             | Flessenbergerweg                                       | Wapenveld       |                                             |            |
| 1975                                                                  | De Hessenman                          | Gerard Overeem         | Kruising Eperweg, Elburgerweg, Dorpsstraat, Hagestraat | Heerde          | Brons                                       |            |
| 1983                                                                  | De dorsende boer                      |                        | H.G.D. Cramerstraat                                    | Wapenveld       | Brons                                       |            |
| 1986                                                                  | De padde                              | Ab Vermeulen           | Van Durenplantsoen Klapperdijk                         | Wapenveld       | Gegalvaniseerd roestvrij staal              |            |
| 1987                                                                  | De schaapherder                       | Hans Bayens            | Brink Eperweg                                          | Heerde          | Brons                                       |            |
| 2001                                                                  | Altijd vooruit                        | G.J. Rorije            | Merelweg tpv nr 100                                    | Wapenveld       | Graniet                                     |            |
| 2007                                                                  | De Duikplank                          | Frans Goldhagen        | A50 bij het Heerderstrand                              | gemeente Heerde | Staal                                       |            |
| 2009                                                                  | De Carrousel                          | Marijke Abels          | Rotonde Eperweg-Wezenweg- -Haneweg                     | Heerde          | Papier (met speciale coating ivm regen enz) |            |
| 2011                                                                  | Utopia 1                              | Judit Hettema          | Wapenveldse weg                                        | Heerde          |                                             |            |
| 2011                                                                  | Utopia 2                              | Judit Hettema          | Wapenveldse weg                                        | Heerde          |                                             |            |
| 2011                                                                  | Utopia 3                              | Judit Hettema          | Wapenveldse weg                                        | Heerde          |                                             |            |
| 2011                                                                  | Utopia 4                              | Judit Hettema          | Wapenveldse weg                                        | Heerde          |                                             |            |
| 2012                                                                  | De ontmoeting                         | Frans Goldhagen        | Heerderstrand                                          | Heerde          | beton, 60 sculpturen                        |            |